# Isidore De Rudder
Pour les articles homonymes, voir Rudder.

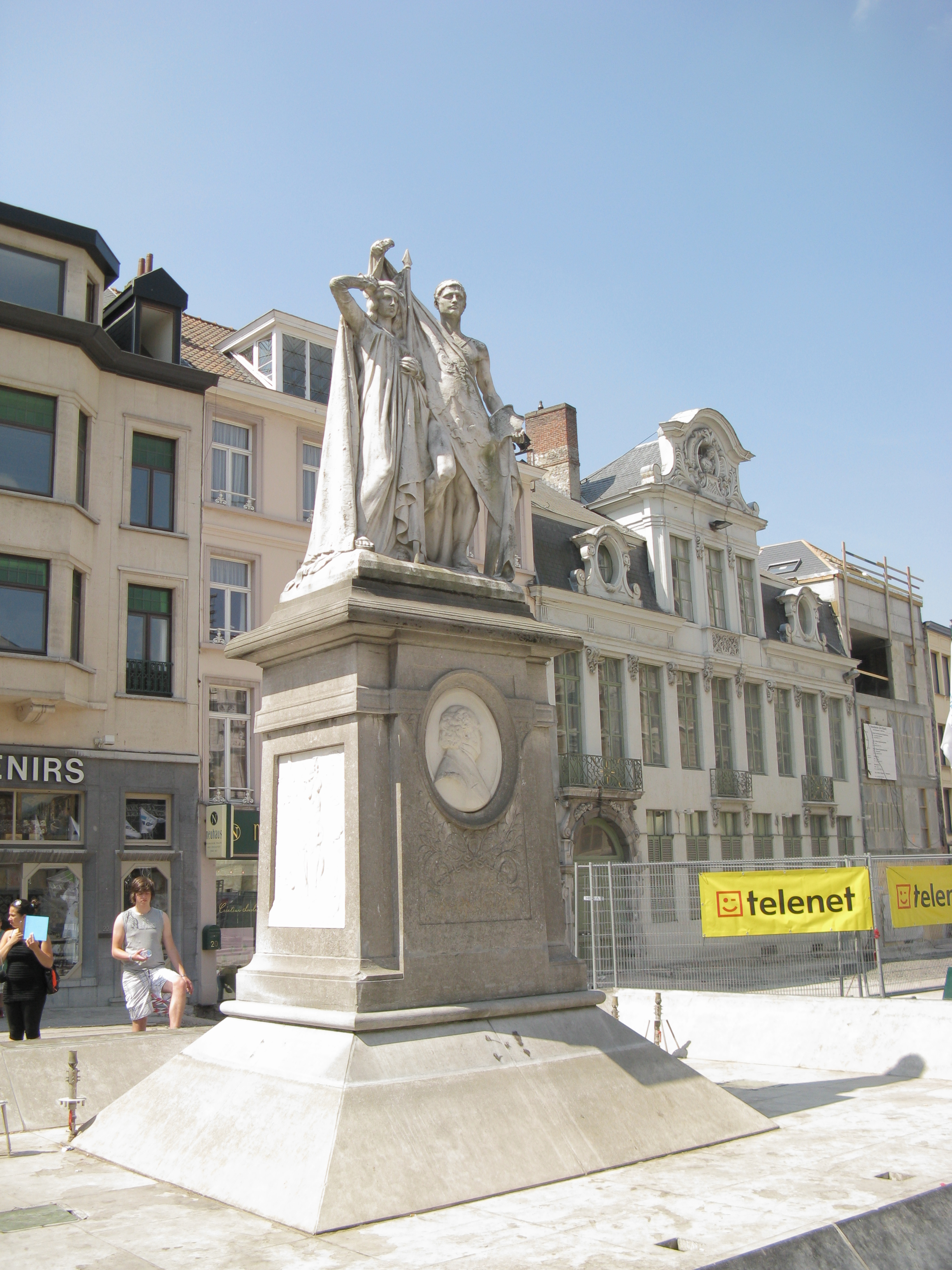
Statue par De Rudder et portrait en bas-relief, encastré dans un piédestal conçu par Paul Hankar, dévoilés sur la place Saint-Bavon en 1899 et dédiés à la mémoire de Jan Frans Willems.

Isidore De Rudder est un sculpteur, statuaire, peintre, graveur et céramiste belge de la période Art nouveau né à Bruxelles le 3 février 1855 et mort à Uccle le 3 mai 1943.

## Biographie
De Rudder se forma à l'Académie royale des beaux-arts de Bruxelles de 1869 à 1879 (Académie dont il devint professeur de 1911 à 1915 et de 1919 à 1926) ainsi que dans l'atelier d'Eugène Simonis.
Il obtint en 1880 le Prix de l'Académie de Belgique qui lui permit de voyager en Allemagne, Angleterre et France.
En 1882, il reçut le second prix de Rome.
Il a également créé des modèles pour l'orfèvre Philippe Wolfers qui avait été son élève.
Son atelier situé rue de Hennin, 74 à Ixelles avait été transformé d'après les plans de son ami Paul Hankar.
Son épouse Hélène du Ménil, native d'Ypres, était une artiste brodeuse de talent.

## Œuvres

### Œuvres au Musée de la Céramique d'Andenne
Le musée de la Céramique d'Andenne a exposé plusieurs œuvres d'Isidore De Rudder en 2009 dans l'exposition « Céramiques de l'Art Nouveau en Belgique » :
- « Princesse Maleine » (entre 1892 et 1914)
- « Daphné » (1894)
- porte-parapluie (1895)
- masque (vers 1900)
- « Masque Pax » (vers 1900)

### Autres œuvres
- Le Héron, statue dans le Jardin botanique de Bruxelles ;
- Quatre panneaux dans les magasins Vermeiren-Coché chaussée de Wavre à Bruxelles ;
- Monument funéraire Charles Rogier, au cimetière de Saint-Josse-ten-Noode ;
- La Vieille Fontaine, place Charles Graux, Ixelles ;
- Commencement et Fin, monument funéraire de Georges De Ro, Cimetière de Laeken ;
- Médaillon en bronze de Charles Janssen au cimetière de Bruxelles (1918) ;
- Monument de la reconnaissance de la Belgique à la France (Paris, place de la Reine-Astrid, 1923).

## Distinction
- Chevalier de l'ordre de Léopold (8 mai 1896)[2].